# Eresus cinnaberinus
Eresus cinnaberinus (antigament Eresus niger) és una espècie d'aranya araneomorfa que pertany a la família Eresidae, anomenada comunament esgarrapa clapejada saltadora.
Actualment és una espècie nomina dubia.

## Descripció
Aquesta espècie presenta un dimorfisme sexual notable. El mascle mesura entre 8 i 10 mm i posseeix un prosoma negre i un opistosoma d'un cridaner color vermell amb punts negres. Les seves potes són negres amb línies blanques i les potes posteriors tenen una mica de vermell. La femella mesura entre 10 i 16 mm i és negra, amb alguns pèls blancs i alguns grocs en el front.

## Distribució
Viuen en vessants assolellats en gairebé tot Europa, des de Portugal a Ucraïna, i d'Anglaterra a Grècia, estant més àmpliament distribuïdes a Europa central i del Sud.